# Telmatobius necopinus
Telmatobius necopinus es una especie de anfibio anuro de la familia Telmatobiidae. Esta rana es endémica del departamento de Amazonas en el norte de Perú. Solo se ha encontrado en una zona al este de la cordillera central a 2050 metros de altitud. Habita en arroyos en bosques nublados.